# Western Canada Hockey League (1921–1926)
Western Canada Hockey League byla kanadská liga ledního hokeje sdružující týmy ze západní Kanady. Tato liga vznikla v roce 1921 a byla po roce 1925 přejmenována na Western Hockey League. V následujícím roce byla znovu přejmenována na Prairie Hockey League a nakonec rozpuštěna v roce 1928. Tato liga měla ambice konkurovat lize z východní Kanady – NHL a lize ze západu USA – PCHA, ale nikdy se nestala vážným konkurentem těchto lig i přesto, že měli možnost nejlepší týmy WCHL hrát o slavný Stanley Cup. V sezóně 1924/1925 se dokonce Stanley Cupu dočkal po prvé a také naposled tým WCHL a to Victoria Cougars.

## Historie
V roce 1921 se po rozpadu amatérské ligy Big Four League, 2 týmy z této ligy – Edmonton Eskimos a Calgary Tigers domluvily společně s týmy Regina Capitals a Moose Jaw Sheiks na založení nové organizované profesionální ligy, kterou nazvaly Western Canada Hockey League (WCHL). Tato liga byla organizována pod prezidenty ligy E. L. Richardsonem z Calgary, Wesley Champem z Reginy, Robertem Pinderem z Moose Jaw, K. C. MacKenziem z Edmontonu a J. Lloydem Turnerem z Calgary. Tato liga podle vzoru NHL zavedla hru o šesti hráčích (5 bruslařů + 1 brankář), bez původní pozice "Rovera". Od ročníku 1921/1922 mohl nejlepší tým ligy WCHL hrát s vítězným týmem ligy PCHA o možnost hrát s nejlepším týmem NHL zápas o Stanley Cup.
V první sezóně 1921/1922 se tým Moose Jaw Sheiks dostal do finančních problémů, které řešil zanecháním práv Saskatoonu a tím vznikl nový tým Saskatoon Sheiks. V základní části WCHL vyhrál tým Edmonton Eskimos, ale v Playoff, ve kterém spolu hráli první dva týmy základní části o možnost hrát za ligu o Stanley Cup vyhrál tým Regina Capitals. Ovšem v zápase o Stanley Cup prohrála Regina s Vancouverem Millionaires z PCHA, který prohrál ve finále Stanley Cupu s Torontem St. Patricks z NHL.
V následující sezóně 1922/1923 za Saskatoon Sheiks začala hrát bývalá hvězda NHL Newsy Lalonde. Ligy WCHL a PCHA začali hrát společné zápasy, ale s rozděleným vyhodnocením. Edmonton Eskimos vyhráli základní část, ale v Playoff prohráli s Vancouverem Maroons z PCHA, který prohrál ve finále s Ottawou Senators z NHL.
V sezóně 1923/1924 se přejmenoval tým Saskatoon Sheiks na Saskatoon Crescents. Soutěž vyhrál tým Calgary Tigres. V této sezóně se změnil systém boje o Stanley Cup a to tak, že namísto Playoff hráli vítězové lig WCHL, PCHA a NHL, jakousi finální skupinu, stylem každý s každým a vítěz těchto vzájemných zápasů, vyhrál Stanley Cup. Montreal Canadiens sice protestovali, ale i přesto byl tento systém prosazen. Stanley Cup, ale vyhrál právě zástupce NHL – Montreal Canadiens.
V sezóně 1924/1925 se liga WCHL rozrostla o 2 týmy na celkově 6 členů, díky tomu, že vstoupily do ligy týmy, které opustily konkurenční ligu PCHA. Jednalo se o týmy Vancouver Maroons a Victoria Cougars. V této sezóně nastupovali ve WCHL velmi talentovaní hráči Bun a Bill Cookovi (Saskatoon Crescents) a hvězdný nováček Eddie Shore (Regina Capitals). Nový tým ve WCHL – Victoria Cougars, který vedl a trénoval zakladatel ligy PCHA Lester Patrick, vyhrál ligu a mohl bojovat s vítězem NHL Montrealem Canadiens, které porazili a tak se naposledy v historii radoval z vítězství ve Stanley Cupu tým mimo NHL. Pro ligu WCHA to byl ohromný úspěch.
I přes úspěch v poslední sezóně v podobě Stanley Cupu, začala mít liga WCHL problémy. NHL expandovala do USA, platy hráčů rostly a v lize bylo čím dál těžší udržet ligové hvězdy. Tým Regina Capitals se přestěhoval do Portlandu v USA a byl pojmenován Portland Rosebuds. Díky expandování ligy do USA se vedení rozhodlo v názvu ligy Western Canada Hockey League vynechat kanadské označení, a tak vznikla liga Western Hockey League (WHL). A samozřejmě také zanikla Western Canada Hockey League. Před novou sezónou také skončil tým Vancouver Maroons.
V jediné sezóně ligy WHL 1925/1926 (ve které hrálo 7 týmů) vyhrál základní část Edmonton Eskimos, ale v playoff opět vyhrál tým Victoria Cougars, kteří tak mohli vyzvat tým NHL v boji o Stanley Cup. Victoria ovšem nezopakovala úspěch z předešlé sezóny a prohrála s Montrealem Maroons. 
Po sezóně 1925/1926 liga WHL zanikla. Její finanční potíže již byly příliš velké. NHL odkoupila práva na velkou část hráčů a rozrostla se odkupem dvou [ýmů. Prvním z těch týmů byl slavný tým Victoria Cougars, který se přestěhoval do Detroitu a na počest týmu z Victorie se pojmenovali Detroit Cougars. A práva na tým Portland Rosebuds a jeho hráčů byla získána novým týmem v NHL Chicagem Black Hawks.
Zbylých 5 týmů založilo malou profesionální ligu Prairie Hockey League (PHL). Tuto ligu vyhrál v sezóně 1926/1927 tým Calgary Tigers a v sezóně 1927/1928 Saskatoon Sheiks. Vítězové této ligy už o Stanley Cup nehráli. Tato liga definitivně zanikla po sezóně 1927/1928. Od té doby v Západní Kanadě nehrál tým na špičkové úrovni, až do roku 1970, kdy do NHL vstoupil tým Vancouver Canucks.

## Týmy
- Calgary Tigers – 1921-1927 (WCHL, WHL, PHL)
- Edmonton Eskimos – 1921-1928 (WCHL, WHL, PHL)
- Moose Jaw Maroons – 1927-1928 (PHL)
- Moose Jaw Sheiks – 1921-1922 (WCHL)
- Moose Jaw Warriors – 1926-1927 (PHL)
- Portland Rosebuds – 1925-1926 (WHL)
- Regina Capitals – 1921-1925 (WCHL), 1926-1928 (PHL)
- Saskatoon Crestens – 1923-1926 (WCHL, WHL)
- Saskatoon Sheiks – 1922-1923 (WCHL), 1926-1928 (PHL)
- Vancouver Millionaires – 1924-1925 (WCHL)
- Victoria Cougars – 1924-1926 (WCHL, WHL)